# Soul of a Demon
Pour plus de détails, voir Fiche technique et Distribution.
Soul of a Demon est un film taïwanais réalisé par Chang Tso-chi et sorti en 2007.

## Synopsis
S’étant livré à la justice à la place de son petit frère Jen pour un homicide involontaire que celui-ci a commis, Che est emprisonné pendant trois ans. Pendant ce temps, Jen a trouvé refuge auprès de son père au Japon. Après sa libération et son retour chez lui, à Su’ao, dans le comté de Yilan, sur la côte nord-est de Taïwan, Che est rempli d'angoisse, de haine envers son père japonais qui l’a abandonné lorsqu'il était enfant et d’indignation au souvenir de la mort de sa mère, qui s’est suicidée. Il s’inquiète des pulsions irrationnelles de Jen et, dans un même temps, fait face au sentiment d’être prisonnier de sa relation avec son père et des luttes maffieuses qui structurent la vie de sa famille.

## Thèmes et style
Le film se compose de séquences séparées par des titres de chapitre et reliées entre elles de manière souvent elliptique. Plongeant le spectateur dans "une atmosphère où le protagoniste est consumé par son passé et ses souvenirs", Soul of a Demon, en plus des sujets de prédilections de Chang, tels que les blessures familiales, la culture maffieuse et le folklore taïwanais, aborde des thèmes peu explorés dans le cinéma de l'île, comme les liens entre les mafias locales et japonaises hérités de la période coloniale. 

## Autour du film
Soul of a Demon marque le retour au cinéma de Chang Tso-chi après cinq années de silence. Conçu pour être une œuvre de trois heures avec de nombreuses images de synthèse, il prit finalement la forme d’un film à petit budget. Présenté dans la section Panorama au Festival du film de Berlin en 2008, le film reçut un accueil peu chaleureux de la critique et du public et incita Chang a changer radicalement de style dès son film suivant, How Are You, Dad?.

## Fiche technique
- Titre international : Soul of a Demon
- Titre original chinois : 蝴蝶
- Réalisation : Chang Tso-chi
- Scénario : Chang Tso-chi
- Producteur : Lin Yi-Chang
- Production : Chang Tso Chi Film Studio
- Photographie : Chan Chang
- Pays d'origine : Taïwan
- Langues : mandarin, taïwanais, japonais, yami
- Format : couleur
- Genre : drame
- Durée : 126 minutes
- Date de sortie à Taïwan : 23 novembre 2007

## Distribution
- Tseng Yi-che : Che
- Cheng Yu-jen : Jen
- Michio Hayashida : le père de Che et de Jen
- Chen Pei-Chun : Pei (la compagne de Che)
- Tsai Ming-shiou : un oncle de Che et de Jen
- Huang Tsai-yi : Feng (la compagne d'un chef de la mafia)